# 9446 Cicero
9446 Cicero este o planetă minoră (asteroid), cu un diametru de 13,247 km, din centura de asteroizi. A fost descoperită pe 3 mai 1997 la Observatorul La Silla de Eric Walter Elst și a fost numită după Marcus Tullius Cicero. 
Obiectul prezintă o orbită caracterizată de o semiaxă mare de 3,1582911 UAi, o excentricitate de 0,14, o înclinație de 1,49988 ° în raport cu ecliptica.